# MathML
A Mathematical Markup Language (MathML, matematikai leíró nyelv) egy XML alapú, matematikai lejegyzést leíró nyelv. Célja a matematikai formalizmust szabványos módon beágyazni az interneten található dokumentumokba. A W3C matematikai munkacsoportjának ajánlása.

## Történet
Az 1.01-es verzió specifikációját 1999 júniusában tették közzé, majd a 2.0-s verzió 2001 februárjában jelent meg. 2003 októberében elkészült a MathML 2.0-s verziójának második kiadása, ez lett a végleges változat. 2006 júniusában elkezdődött a MathML 3 ajánlásának elkészítése, amelyet 2008 februárjáig terveznek befejezni.
Az ajánlott URI névtér: .

## Megjelenítés és tartalom
A MathML szabvány két részből áll: a megjelenítést leíró rész (Presentation MathML) és a tartalmat leíró rész (Content MathML).

## Példa
A másodfokú egyenlet megoldóképlete:
{\displaystyle x={\frac {-b\pm {\sqrt {b^{2}-4ac}}}{2a}}}
Presentation MathML-ben:
```
<math
 
xmlns=
"http://www.w3.org/1998/Math/MathML"
>

    
<mi>
x
</mi>

    
<mo>
=
</mo>

    
<mfrac>

        
<mrow>

            
<mrow>

                
<mo>
-
</mo>

                
<mi>
b
</mi>

            
</mrow>

            
<mo>
&PlusMinus;
</mo>

            
<msqrt>

                
<msup>

                    
<mi>
b
</mi>

                    
<mn>
2
</mn>

                
</msup>

                
<mo>
-
</mo>

                
<mrow>

                    
<mn>
4
</mn>

                    
<mo>
&InvisibleTimes;
</mo>

                    
<mi>
a
</mi>

                    
<mo>
&InvisibleTimes;
</mo>

                    
<mi>
c
</mi>

                
</mrow>

            
</msqrt>

        
</mrow>

        
<mrow>

            
<mn>
2
</mn>

            
<mo>
&InvisibleTimes;
</mo>

            
<mi>
a
</mi>

        
</mrow>

    
</mfrac>

</math>

```

És Content MathML-ben:
```
<math
 
xmlns=
"http://www.w3.org/1998/Math/MathML"
>

    
<apply>

        
<eq/>

        
<ci>
x
</ci>

        
<apply>

            
<frac/>

            
<apply>

                
<csymbol
 
definitionURL=
"http://www.example.com/mathops/multiops.html#plusminus"
>

                    
<mo>
&PlusMinus;
</mo>

                
</csymbol>

                
<apply>

                    
<minus/>

                    
<ci>
b
</ci>

                
</apply>

                
<apply>

                    
<sqrt/>

                    
<apply>

                        
<minus/>

                        
<apply>

                            
<power/>

                            
<ci>
b
</ci>

                            
<cn>
2
</cn>

                        
</apply>

                        
<apply>

                            
<times/>

                            
<cn>
4
</cn>

                            
<ci>
a
</ci>

                            
<ci>
c
</ci>

                        
</apply>

                    
</apply>

                
</apply>

            
</apply>

            
<apply>

                
<times/>

                
<cn>
2
</cn>

                
<ci>
a
</ci>

            
</apply>

        
</apply>

    
</apply>

</math>

```

## Támogatottság

### Internet böngészők
Az elterjedtebb böngészők közül a Gecko alapúak frissebb változatai alapból támogatják, mint pl. (Firefox, Camino). Más böngészőkhöz, például az Internet Explorerhez külső bővítményt lehet használni.